# Alfredo Coto
Alfredo Coto (9 de octubre de 1941) es un empresario supermercadista argentino, dueño de la cadena de Supermercados Coto (presidente de COTO CICSA); también propietario de tres centros frigoríficos que cuentan con un plantel laboral que ronda en los 40 mil empleados.

## Carrera

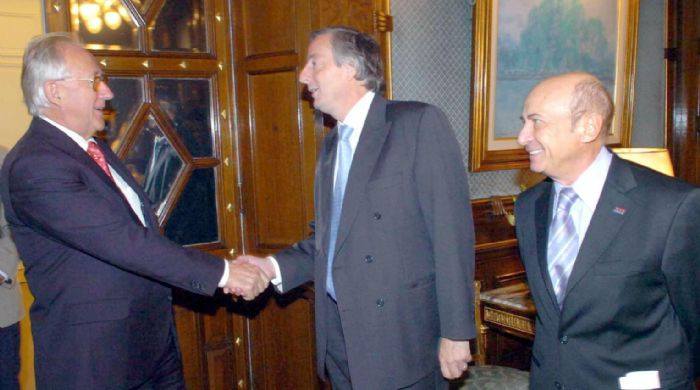
Coto junto con Néstor Kirchner y Horst Paulmann.

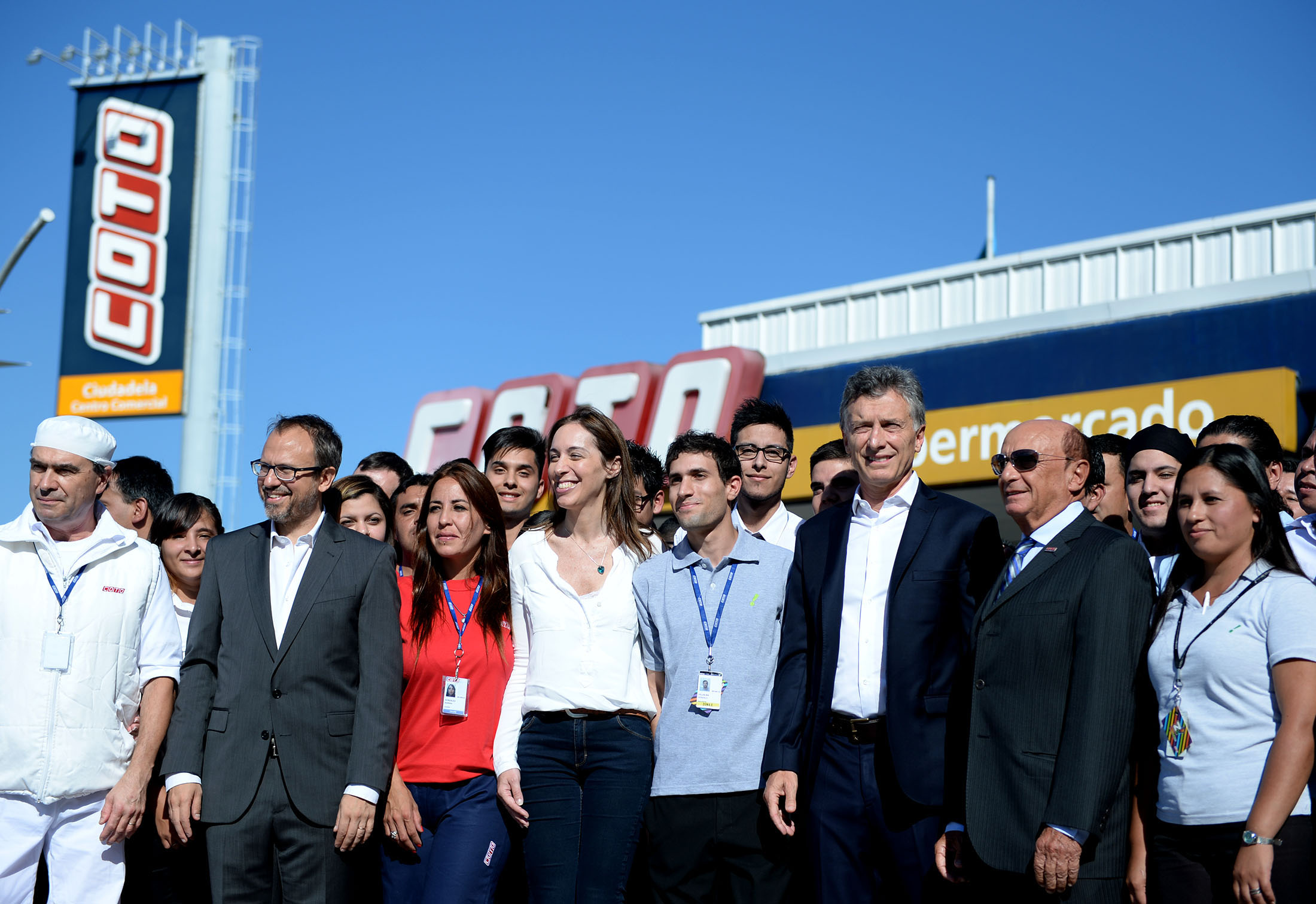
Inauguración de un supermercado Coto con Mauricio Macri, María Eugenia Vidal y Diego Valenzuela, en febrero de 2016.

Recibió de su padre una empresa de comercialización de la carne. En 1970, seguido por su esposa, Gloria García, fundaron COTO C.I.C.S.A. Abrió su primera carnicería en el barrio de Boedo, solicitándole un préstamo a su suegro. En 1987 abrió su primer supermercado en el balneario costero de Mar de Ajó. 
El crecimiento de su empresa fue más notorio en los años '90. Parte de su éxito se explica porque se adhirió al modelo de los hipermercados, esto es, adosó a cada uno de sus locales un patio de comidas y una zona de juegos.[cita requerida]Desde 2020 ha incursionado en el mercado de torres prémium en Miami.Formó parte del grupo de empresarios que participaron del blanqueo de capitales realizado durante el gobierno de Mauricio Macri.

## Cargos ejecutivos
- Presidente de COTO CICSA
- Integra el Instituto para el Desarrollo Empresarial de la Argentina (IDEA).
- En 2005 fue designado para presidir el 41.er Coloquio de IDEA.

## Controversias
En 2014, fue denunciado por posible evasión fiscal debido a donaciones realizadas al municipio de Malvinas Argentinas.
En 2016, Coto apareció en la lista de los Panama Papers. Un vocero de Coto indicó que son 4 sociedades, 3 en Panamá y otra en Islas Vírgenes, 1 a través de Mossack Fonseca y las demás por otros estudios
En 2017, Coto fue procesado, junto con su hijo, por el arsenal de armas encontrado en uno de sus supermercados. Ambos fueron embargados por el juez federal Sebastián Ramos por tres millones de pesos. Luego, el empresario y su hijo fueron sobreseídos por la denuncia de tener escondidas 227 granadas, 41 proyectiles de gases, 27 armas de fuego y 2 de lanzamiento, 3.886 municiones, 14 chalecos antibala, 22 cascos tácticos sin número visible, un silenciador y 9 escudos antitumultos, armamento perteneciente a la Policía Federal y a la Prefectura.
El 16 de agosto de 2019 en la sucursal COTO de la avenida Brasil al 500 (San Telmo), un cliente robó varios productos del local, lo que causó que dos empleados de seguridad del supermercado lo atacaran a golpes hasta su muerte. Este hecho causó protestas frente a la sucursal días después.
En 2021, nuevas investigaciones periodísticas revelaron que Alfredo Coto y su familia figuraban en cinco sociedades offshore, según documentos analizados por el equipo argentino del Consorcio Internacional de Periodistas de Investigación (ICIJ).  Un representante de la cadena de supermercados informó que las firmas están declaradas ante la AFIP y exhibió los documentos fiscales de la familia del periodo 2020. Según la empresa, el modo más eficiente de invertir en Estados Unidos es tener una empresa offshore, de acuerdo con sus asesores contables y legales.